# Gamō Sadahide
Gamō Katahide (蒲生 定秀?; 1509 – 26 maggio 1579) è stato un samurai giapponese capo del clan Gamō.

## Biografia
Servitore del clan Rokkaku divenne capo del clan attorno al 1525 dopo una disputa con Gamō Hideaki e con l'appoggio di Rokkaku Sadayori. Costruì il castello di Hino l'anno successivo e divenne noto per la sua abilità militare sotto il clan Rokkaku del quale era uno dei più abili generali. Si scontrò con Azai Sukemasa nel 1531.
Servì come mediatore durante la rivolta di Kannonji quando Rokkaku Yoshikata uccise Gotō Katatoyo.
Gli succedette il figlio Gamō Katahide.